# Crockett (Californie)
Pour les articles homonymes, voir Crockett.
Crockett est une census-designated place située dans le comté de Contra Costa dans l'État de Californie, aux États-Unis.

## Démographie
| 2000  | 2010  | - | - | - | - |
| ----- | ----- | - | - | - | - |
| 2 888 | 3 094 | - | - | - | - |